# Taheitia
Taheitia là một chi động vật chân bụng trong họ Truncatellidae. 
Nó gồm các loài:
- Taheitia alata
- Taheitia lamellicosta
- Taheitia mariannarum
- Taheitia parvula